# Steen Due
Steen Due (27. veljače 1898. – 26. svibnja 1974.) je bivši danski hokejaš na travi.
Osvojio je srebrno odličje na hokejaškom turniru na Olimpijskim igrama 1920. u Antwerpenu (Anversu) igrajući za Dansku. 

## Vanjske poveznice
- Profil na Database Olympics
- Profil na Sports Reference.com  Arhivirana inačica izvorne stranice od 18. prosinca 2012. (Wayback Machine)